# معتمدية كسرى
معتمدية كسرى إحدى معتمديات الجمهورية التونسية، تابعة لولاية سليانة.

### مواضيع ذات علاقة
- ولاية سليانة.

1. 1 2 3 4 5 6 7 8 9  "المناطق الترابية (العمادات) حسب الولايات والمعتمديات". اطلع عليه بتاريخ 2024-11-30.